# Guerra Finlandesa
A Guerra Finlandesa (sueco: Finska kriget e finlandês: Suomen sota) foi um conflito entre a Suécia e o Império Russo, ocorrido entre fevereiro de 1808 e setembro de 1809. Como resultado da guerra, o território da Finlândia, até então pertencente à Suécia, tornou-se um grão-ducado autônomo, ligado à Rússia por uma união pessoal (o que tornava sua condição independente apenas de jure, enquanto era de facto parte do Império Russo).
Também se podem citar como consequências indiretas a adoção de uma nova constituição pelo parlamento sueco e a substituição da  casa de Holstein-Gottorp pela casa de Bernadotte como casa reinante na Suécia.

## Antecedentes
A Suécia, apesar de tradicional aliada do Reino Unido, tentava manter uma posição neutra perante as Guerras Napoleônicas. Com a assinatura dos tratados de Tilsit (entre o imperador russo Alexandre I e o imperador francês Napoleão Bonaparte), entretanto, o fim da neutralidade sueca passou a ser uma questão de tempo. Para a Rússia, a conquista do território da Finlândia (até então integrante da Suécia) seria estrategicamente vantajosa, pois afastaria a fronteira entre as potências da capital russa, São Petersburgo. E a pressão por parte do Reino Unido intensificou-se quando, em 1807, a Dinamarca se recusou a deixar sua neutralidade para enfrentar o Império Napoleônico, e a Marinha Real Britânica bombardeou Copenhague, na chamada batalha de Copenhague.
Também eram muito pequenas as chances das forças suecas de vencerem o maior e mais experiente exército russo, mas o rei sueco, Gustavo IV Adolfo acreditava na possibilidade de a Suécia se defender contra possíveis invasões russas.

## Guerra
Em 21 de fevereiro de 1808, 24 mil soldados russos sob o comando de Friedrich Wilhelm von Buxhoevden atravessaram a fronteira e capturaram Hämeenlinna. A Suécia não estava preparada para tal ataque, já que a guerra não foi declarada até abril. À época, em torno de 21 mil soldados suecos estavam estacionados em várias fortalezas pela Finlândia, enquanto o resto de exército não podia deixar o sul da Suécia com medo de uma invasão dinamarquesa.
O plano do comandante sueco Johan Adam Cronstedt era retroceder até a Ostrobótnia, deixando para trás apenas as fortalezas isoladas de Svartholm e Sveaborg. Em março, os russos com relativamente poucas tropas tomaram quase sem resistência Kuopio, Tampere, Jakobstad, Svartholm rendeu-se após um pequeno cerco, Helsinque, Hanko e aportaram em Gotland e nas ilhas Åland. Buxhoevden comandou um cerco a Sveaborg, que rendeu-se em 3 de maio, com 6 mil soldados, 100 navios e mais de 700 canhões, já que o comandante Carl Olof Cronstedt e seu conselho pensavam ser inútil resistir.
Com um novo comandantes, Carl Johan Adlercreutz, o exército sueco contra-atacou e a ofensiva russa foi freada. Nikolay Tuchkov, general russo que foi enviado ao norte da Finlândia, deixou guarnições em todos os fortes pelo caminho, reduzindo sua unidade a 4 mil soldados.
Em maio os russos sofreram mais perdas, quando foram expulsos de Gotland e das Åland, onde uma flotilha sueca, apoiada pela população local, compeliu Colonel Vuich e sua guarnição à rendição. Em 26 de maio, uma frota inglesa com 14 mil homens entrou o porto de Gotemburgo, mas, devido a vários desentendimentos com o rei, não chegaram a descer dos navios, e seguiram adiante para enfrentar os franceses na Espanha, deixando 16 navios de guerra e 20 outros navios à disposição da Suécia.